# Deer Trail
Deer Trail è un centro abitato (town) degli Stati Uniti d'America, situato nella contea di Arapahoe dello Stato del Colorado. Nel censimento del 2000 la popolazione era di 598 abitanti.

## Geografia fisica
Secondo i rilevamenti dell'United States Census Bureau, Deer Trail si estende su una superficie di 2,6 km².